# Слобожанська вулиця
Слобожанська вулиця — вулиця в Дніпровському районі міста Києва, місцевість Ліски. Пролягає від вулиці Щепкіна до Вільнюської вулиці. 
До Калачівської вулиці прилучаються вулиці Профспілкова, Люботинська, Азербайджанська, Трактористів, Роберта Лісовського, Сновська, Любові Малої та провулок Новаторів.

## Історія
Калачівська вулиця виникла у середині XX століття під назвою 310-а Нова. Перейменовано на Калачівську — з 1953 року. 2022 року перейменовано на Слобожанську, на честь регіону Слобожанщина.